# Land O’ Lakes (Wisconsin)
Land O’ Lakes – miasto w Stanach Zjednoczonych, w stanie Wisconsin, w hrabstwie Vilas.